# Afrorubria curta
Afrorubria curta är en insektsart som beskrevs av Rauno E. Linnavuori 1972. Afrorubria curta ingår i släktet Afrorubria och familjen dvärgstritar. Inga underarter finns listade i Catalogue of Life.